# إقليم تاراباكا
إقليم تاراباكا (بالأسبانية: I Región de Tarapacá) هو واحد من 15 إقليمًا في جمهوريّة تشيلي، حيث يُعتبر الإقليم التقسيم الإداري الأول في البلاد. يتكوّن هذا الإقليم من مقاطعتين؛ هي إيكويكو، وتاماروغال.
تُعتبر مدينة إيكويكو عاصمة الإقليم، كما تُعتبر مُدُن ألتو هوسبيكيو، كامينا، كولشاني، وبوثو إلمونتي من أهم المدن والبلديّات. تبلغ مساحة الإقليم حوالي 41,799 كيلومترًا مربعًا، كما بلغ عدد سكانه 295,095 نسمة في عام 2012.

## الجغرافيا
يقع إقليم تاراباكا في شمال تشيلي، وتحديدًا في المنطقة الطبيعيّة في الشمال الكبير. يقع المحيط الهادئ غرب الإقليم، إقليم أريكا وبارينكوتا في الشمال، وإقليم أنتوفاغاستا في الجنوب. كما تحاذي الإقليم الحدود البوليفيّة من الشرق.
تجدر الإشارة إلى أن معظم أراضي هذا الإقليم كانت تتبع مقاطعة تاراباكا البوليفيّة حتى عام 1883، حين ضمّتها تشيلي إلى أراضيها بعد معاهدة آنكون في نهايات حرب المحيط الهادئ. كما تم إنشاء الإقليم الحالي في تاراباكا في عام 2007 بمرسوم رئاسي وقّعته الرئيسة ميشال باشليت في أريكا.

## الاقتصاد
يُهيمن قطاع التعدين على اقتصاد إقليم تاراباكا، ولكنه يعتمد أيضًا على صيد الأسماك والسياحة، لوجود عدد من الأنهار.

## الصور

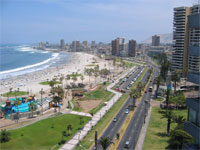
مدينة إيكويكو، مركز الإقليم
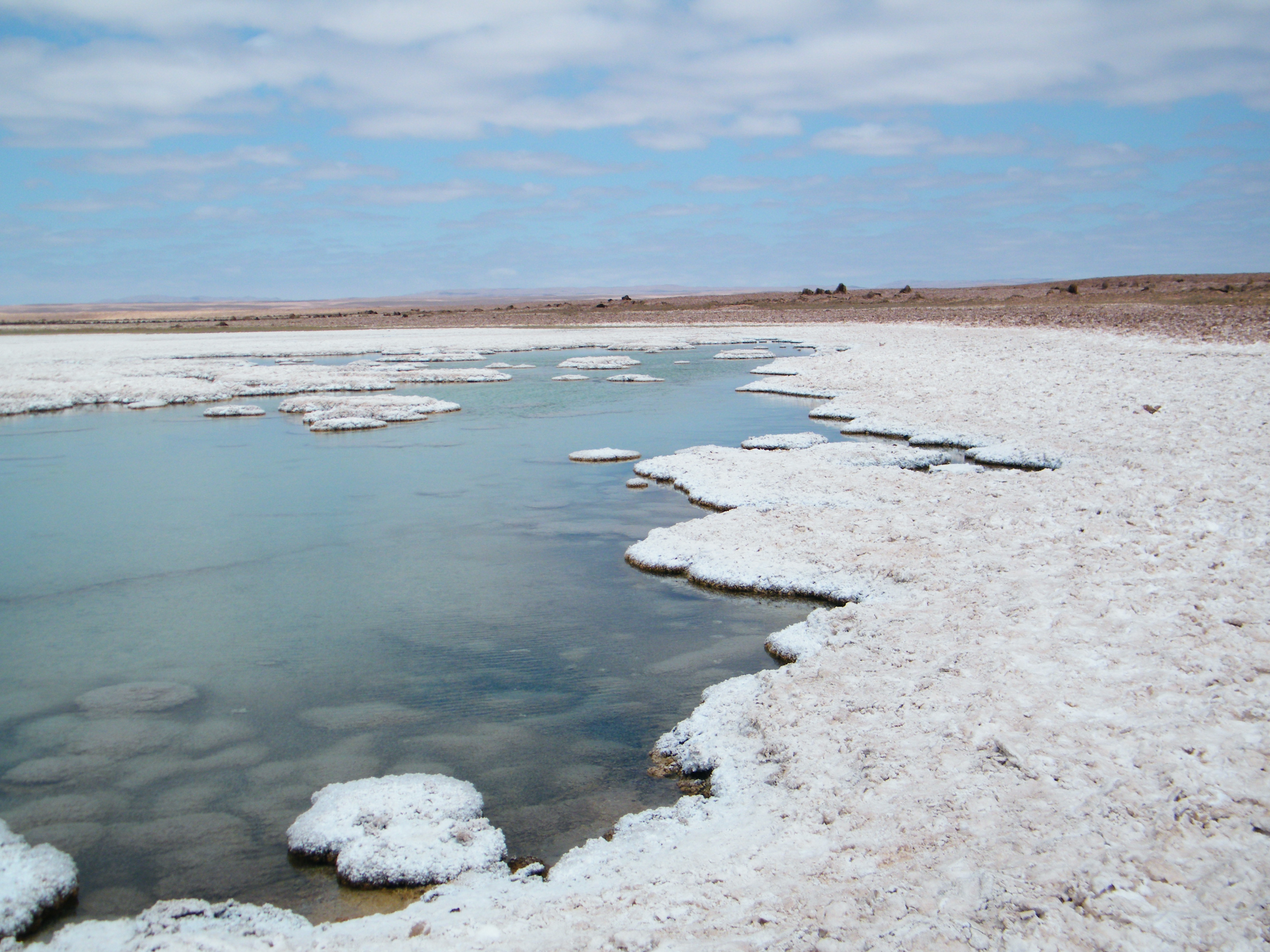
تشكيلات ملحيّة في بوثو إلمونتي
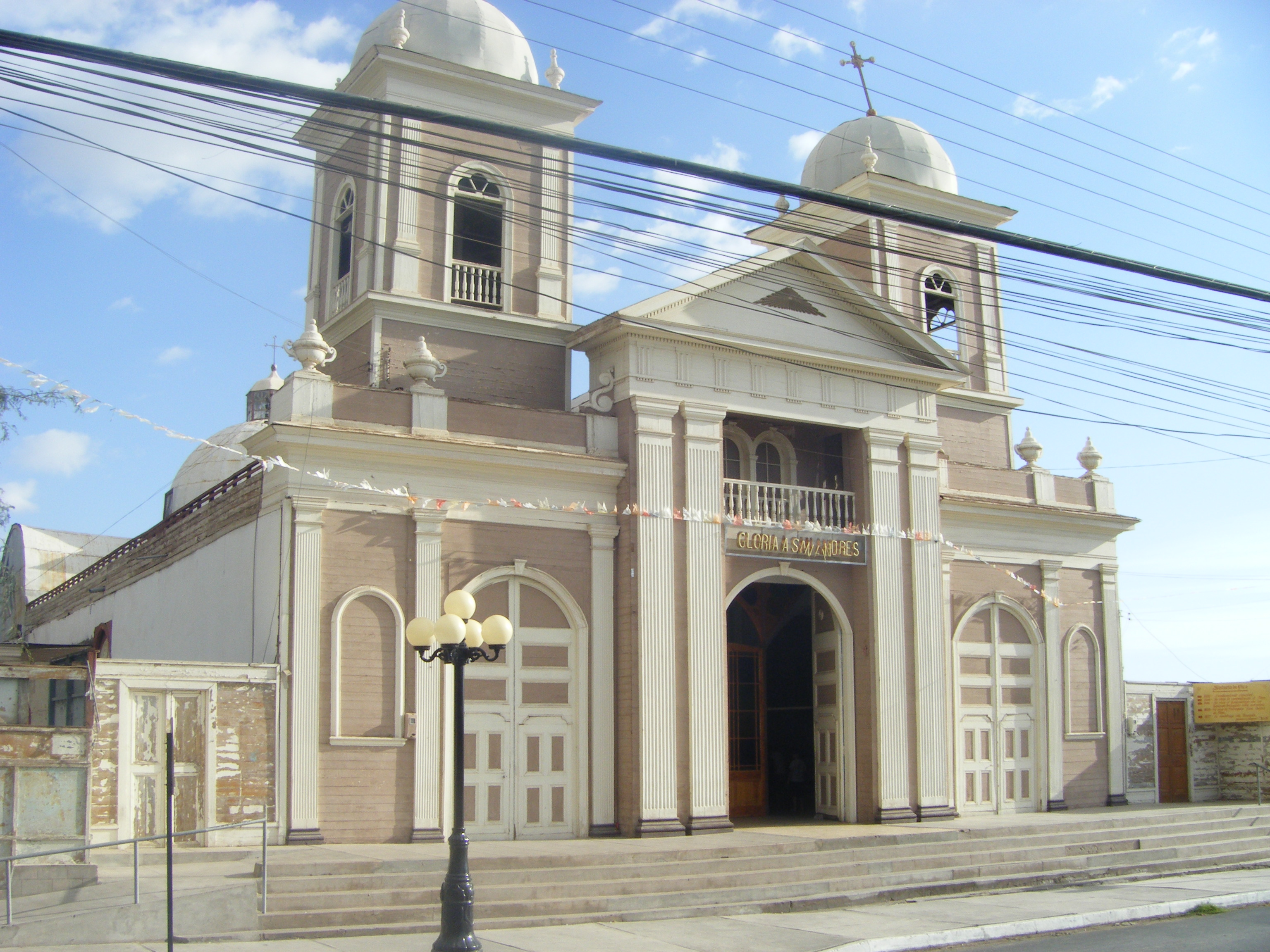
كنيسة سان آندريس في بيكا

## التقسيم الإداري
ينقسم إقليم تاراباكا إلى مقاطعتين (بالأسبانية: Provincia)؛ هي إيكويكو (باللون الأصفر)، وتاماروغال (باللون البرتقالي). وتنقسم هاتان المقاطعتان بدورهما إلى 7 بلديّات (بالأسبانية: Comuna).

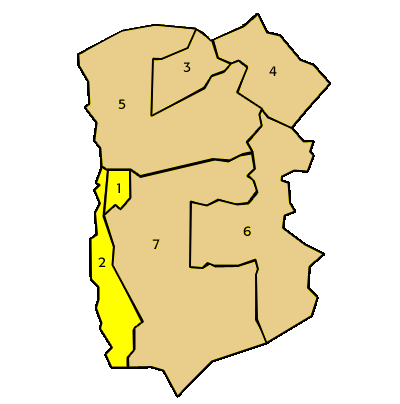
التقسيم الإداري لإقليم تاراباكا.

## وصلات خارجية
- الموقع الرسمي لحكومة إقليم تاراباكا (بالإسبانية)
- معلومات عن تاراباكا (بالإسبانية)
- قناة 57 - تلفزيون تاراباكا الرقمي (بالإسبانية)